# Bowling for Columbine
Pour les articles homonymes, voir Bowling (homonymie).
Pour plus de détails, voir Fiche technique et Distribution.
Bowling for Columbine est un film documentaire américano-canado-allemand du réalisateur Michael Moore, sorti dans les salles aux États-Unis le 11 octobre 2002.
Ce film a obtenu le Prix du 55e anniversaire du festival de Cannes 2002, l'Oscar du meilleur film documentaire et le César du meilleur film étranger. Film controversé, il a reçu autant de louanges que de blâmes, que ce soit pour son genre (documentaire-fiction) ou le genre dans lequel il se présente.

## Synopsis

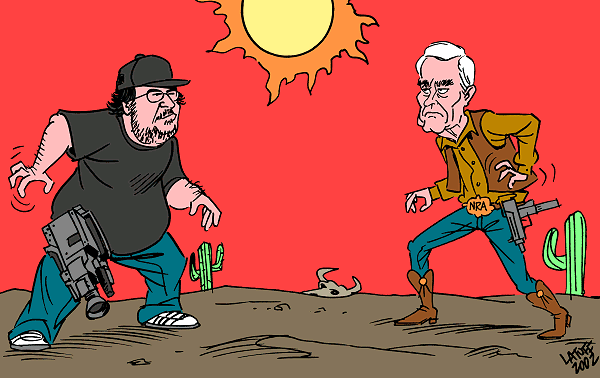
Dessin de Carlos Latuff représentant Michael Moore provoquant Charlton Heston (représentant le lobby des armes par le biais de la NRA) en duel.

Ce film est un documentaire critique de la société américaine qui tente de répondre à cette question : « Pourquoi le nombre d'homicides par arme à feu est-il proportionnellement plus élevé aux États-Unis que dans les autres pays ? ». Le titre fait référence à la fusillade du lycée Columbine à Littleton (Colorado) en 1999 où 12 lycéens et un professeur sont assassinés par deux de leurs camarades.
Le titre Bowling for Columbine provient de la dernière phrase prononcée par Michael Moore dans le film, qui précise que les auteurs du massacre, Eric Harris et Dylan Klebold, ont joué au bowling de 2 h à 6 h du matin la veille de l'attaque. Une enquête ultérieure indique que ce fait n'est pas authentique.
En réponse à la tuerie de Newtown, Michael Moore promeut la diffusion large d'une version pirate de son documentaire sur YouTube.

## Fiche technique
- Titre : Bowling for Columbine
- Réalisation : Michael Moore
- Scénario : Michael Moore
- Tournage : Brian Danitz & Michael McDonough
- Montage : Kurt Engfehr
- Musique Originale : Jeff Gibbs
- Chef Documentaliste : Carl Dean
- Monteur associé : T. Woody Richman
- Animation : Harold Moss
- Son : Francisco Latorre et James Oemer
- Cadreurs : Brian Danitz et Michael McDonough
- Directeur de Production : Tia Lessin
- Coordination : Rheya Young
- Producteur Délégué : Siobhan Oldham
- Coproducteur et chef monteur : Kurt Engfehr
- Producteur exécutif : Wolfram Tichy
- Producteurs : Charles Bishop & Michael Donovan
- Produit par Kathleen Glynn & Jim Czarnecki
- Production : Salter Street Films, VIF 2 et Dog Eat Dog Films
- Société de distribution : Alliance Atlantis Communications, United Artists
- Budget : 4 millions de dollars
- Pays :  États-Unis, Canada, Allemagne
- Langue : anglais
- Genre : Documentaire
- Durée : 114 minutes
- Dates de sortie en salles :
  -  États-Unis : 30 août 2002 (Festival du film de Telluride), 5 octobre 2002 (Festival international du film de Chicago), 11 octobre 2002 (sortie limitée), 14 février 2003 (ressortie en salles, limitée)
  -  France : 15 mai 2002 (première au Festival de Cannes), 9 octobre 2002

## Distribution
- Michael Moore : lui-même
- Charlton Heston : lui-même
- Marilyn Manson : lui-même
- Matt Stone : lui-même
- Dick Clark : lui-même
- George W. Bush : lui-même

## Messages véhiculés par le film
- Si vous ne connaissez pas le sujet, laissez ce bandeau (vous pouvez alors contacter les auteurs).
- Si vous supprimez le contenu mis en cause (vous pouvez préalablement contacter les auteurs),

argumentez précisément cette suppression dans la page de discussion
(un manque de référence n'est pas un argument ; une recherche réelle de référence doit avoir été effectuée, être formellement documentée).

### Message dans le film
Dans ce film Michael Moore essaye de transmettre son point de vue sur le contrôle des armes à feu aux États-Unis. Selon lui, le système est défaillant. Pour développer cette idée, Michael Moore utilise plusieurs stratagèmes cinématographiques qui font appel aux émotions ainsi qu’à la réflexion, laissant penser « qu'il y a 100 fois plus de meurtres par balles aux États-Unis qu'ailleurs ». Moore ensuite donne des statistiques accablantes : les États-Unis sont nettement au-dessus de tous les autres pays occidentaux au niveau de la violence par arme à feu avec 11 127 tués par an.
Pour rentrer dans le vif du sujet qui est la violence, Michael Moore fait le choix de diffuser de nombreuses vidéos d’archives de conflits armés à laquelle la politique des États-Unis est liée, sinon directement responsable par sa politique d'ingérence, à travers la realpolitik. Sur fond de What a Wonderful World, il aborde : le renversement de Mohammad Mossadegh, le coup d'État au Guatemala en 1954, l'arrestation et assassinat de Ngô Đình Diệm, la guerre du Viêt Nam, le coup d'État au Chili en 1973, les bombardements en Irak ; ainsi que le soutien à la dictature militaire du Salvador, aux moudjahidines durant la guerre d'Afghanistan, aux Contras, à l'Irak et à l'Iran malgré la guerre qui les opposent, à Manuel Noriega.
Ces images sont appuyées par des chiffres sur les nombres d’actes de violence par arme à feu dans différents pays, par année.
Dans un autre registre de dénonciation, Michael Moore explique sous les traits d’un dessin animé l’origine, selon lui, de l’obsession pour les armes à feu chez les Américains. Il développe donc dans ce passage l’idée que les États-Unis d’Amérique ont toujours eu une histoire violente (guerre d’Indépendance, les guerres de territoires contre les Amérindiens, les Guerres mondiales, etc.), et que ce climat de peur est toujours entretenu par les jeux vidéo, mettant en scène l’armée américaine notamment, ou encore par la télé et le cinéma (films d'action, de guerre). Il dénonce ainsi les médias de masses pour propager une ambiance anxiogène avec des sous-entendus que les afro-américains seraient plus violents.
Pour appuyer ses propos, Moore fait appel à différentes personnes qu’il juge utile d’interviewer. C’est le cas de l’artiste Marilyn Manson. Le réalisateur a voulu en savoir plus sur les nombreuses critiques qui le touchaient après la fusillade de Columbine. En effet, sa musique était qualifiée comme un des facteurs responsables de cette tragédie puisqu’un des criminels portait un t-shirt et du maquillage similaires à ce que l’artiste porte sur scène. Manson partage l’avis de Moore sur l’idée du climat de peur et explique que la peur sert même de moyen pour pousser à la consommation, et utilise l’exemple de marque comme Colgate en disant « if you have a bad breath, they (people) are not going to talk to you » (« si tu as une mauvaise haleine, ils (les gens) ne vont pas venir te parler »). Pour marquer cette dépendance aux armes à feu, Moore fait appel à Charlton Heston, président de la NRA (National Rifle Association of America), soit l’association principale des armes à feu aux États-Unis. Carreteiro et Enriquez expliquent que chaque fois qu’Heston prend la parole à la suite de drames, comme après la fusillade de Columbine, c’est pour défendre le fait que ce ne sont pas les armes le problème, « comme pour nier ce qu’il s’est passé ». Quand Moore interpelle ce dernier pour lui poser des questions, celui-ci explique que le droit de port d’armes est un droit américain, et que ces derniers ne devraient pas pouvoir se le faire retirer. Il dit plus tard : « I have only five words for you: from my cold dead hands! », qui signifie dans son contexte « Vous me retirerez mes armes lorsque je serai mort ! ».
Moore interview aussi Matt Stone, cocréateur de South Park ayant grandi à Littletown, ville voisine de Columbine. Il dit explicitement : « Yeah, Columbine, it's just, you know, a crappy school in the middle of a bunch of crappy houses » (« Oui, Columbine c'est juste, vous savez, une école merdique au milieu de maisons merdiques »), appuyant l’idée de climat de peur énoncé.
James Nichols est le frère de Terry Nichols, celui qui a perpétré l’attentat d’Oklahoma en 1995. Michael Moore l’a interviewé pour son documentaire afin de mettre en avant son point de vue sur les armes, sachant qu’il a tout ce qu’il faut chez lui pour créer des bombes. James Nichols a attaqué Michael Moore en justice en justifiant par la diffamation d’informations. James Nichols affirme que le réalisateur a falsifié ses commentaires lors de son entrevue. Ses opinions politiques extrêmes lui ont valu des messages de haine. Dans le documentaire, il explique qu’il détient une arme à feu puisque c’est un droit constitutionnel, mais Michael Moore se défend en disant qu’avoir une arme qui est un droit, et qu’une arme comprend aussi l’arme nucléaire.
Moore utilise plusieurs procédés cinématographiques, comme des archives publicitaires, des discours donnés, ou encore des images de caméras de surveillance. Par ce moyen, il met en avant l’argumentaire des politiques et de la NRA défendant la cause des armes en rejetant la faute sur les jeux vidéo, les films violents, et la musique de Marilyn Manson. Moore essaye dans son documentaire de contrer cette idée, grâce à l’interview avec le chanteur, mais aussi en prenant des images d’archives où Charles Heston revient après une fusillade aux États-Unis pour donner des discours pro-armes malgré le malheureux événement qui le pousse à venir.

### Message hors du film
Récompensé à de nombreux festivals, notamment le Festival de Cannes et la cérémonie des Oscars, Moore est interviewé à de nombreuses reprises pour parler de son film. Lors de ces interviews, ce dernier développe son point de vue sur son œuvre.
Lors d’une interview donnée au magazine Popmatters en 2002, Moore déclare à propos du « climat de peur » que ce n’est pas une relation A et B, mais que ça s’apparente plus à un entremêlement de nombreux facteurs (un tissage, « weave »). Il appuie ses propos en explicitant que dans un rayon de 2 heures autour de Littletown (fusillade de Columbine), on peut compter un lieu de création d’armes à destruction massive, des accusés de l’attentat d'Oklahoma City, ou encore la milice du Michigan. Selon lui, ce n’est pas une coïncidence. Cette idée fait écho à différents passages de l’œuvre, notamment quand on reprend les mots de Matt Stone dans le film quand il synthétisait le fait que Littleton avait une ambiance étrange.
Interviewé par L'Express le 1er juin 2002, Moore avoue que son film est « un moyen d’incitation à l’action politique ». Comme Christensen l‘appuie, la renommée de ce réalisateur a le bénéfice d’appuyer ses ventes, mais aussi l’action politique que ce film va engendrer. Lors de cette interview, il explique que les attentats du 11 septembre 2001 étaient arrivés pendant le tournage. Il dit : « ces attentats m’ont donné l’assurance que j’étais sur la bonne voie. Je parlais de notre culture de la violence, des gens qui se tuent les uns les autres et de la façon dont nous « exportons » ces meurtres dans le monde entier ».

### Comparaison au Canada
Le réalisateur va vouloir comparer à travers les chiffres le taux de criminalité par les armes à feu au Canada. La réponse ne peut être la législation sur les armes à feu. D'ailleurs, Moore lui-même n'y voit rien. La criminalité baisse aux États-Unis malgré des achats massifs d'armes de toutes sortes. Au Canada, il y avait moins d'homicides dans les années 1950 et 1960 alors que la législation sur les armes à feu était quasiment inexistante. Il dit par exemple qu'au Canada, il y a aussi des amateurs et collectionneurs d'armes à feu, que les Américains ont accès aux mêmes films violents, aux mêmes jeux vidéo, à la même musique. Moore se demande alors ce qui est si différent entre les Canadiens et les Américains. Pour répondre à cette question, il fait une énumération de divers facteurs exploités pour générer la peur, dont la prétendue peur des Blancs pour les Noirs. Il répondra en disant que toute cette différence vient de l’histoire du Canada et des États-Unis.

### «A Brief History of the United States»
Un dessin animé créé par Michael Moore, Une histoire résumée des États-Unis (A Brief History of the United States), dénonce l’évolution de la paranoïa des Américains, d’où leur besoin vital de détenir des armes à feu. Cette séquence satirique évoque les pèlerins, l'esclavage américain, jusqu'aux droits civiques et indique que la NRA et le Ku Klux Klan sont liés. C’est un procédé communicationnel fort, car il agit comme si ses téléspectateurs sont des enfants et il faut leur faire comprendre un enjeu crucial. Il a été inspiré par les travaux de Matt Stone et Trey Parker, créateurs de la série animée South Park. Bien que Matt Stone apparaisse dans le film, il n'a pas fait cette animation. La caricature montre le passé des États-Unis comme un indice expliquant pourquoi la quête du bonheur par les Américains est si déchirée par la violence. À travers cette caricature satirique pour enfants, Moore donne une image négative du peuple américain. Ces derniers justifient cette peur par leur histoire où ils s’enfuient vers le « nouveau monde » et retrouvent encore des « sauvages » dont ils ont peur.

### Les expériences
Afin de justifier ses arguments, Michael Moore va être acteur dans son propre documentaire et donc mener des expériences. La première est très controversée, puisque beaucoup iront vérifier cette théorie, et il s’avère que Michael Moore a tout mis en place pour donner une image fausse. Il va lui-même ouvrir un compte dans une banque où il est promis d’avoir une arme à feu gratuite lors de l’ouverture du premier. Celui-ci sera filmé dans ses étapes, où il doit remplir un formulaire démontrant qu’il n’a pas de passé criminel et qu’il n’est pas instable psychologiquement. Cependant, ceux qui ont choisi de faire la même chose montrent qu’il faut plusieurs semaines avant de récupérer l’arme à feu, tandis que Moore fait comme si c’était la même heure où il a ouvert son compte.
La deuxième expérience est d’aller au Canada et de voir comment les gens se sentent face aux armes à feu. Il faut savoir que les législations sont très différentes en matière d’armes. La plupart des personnes rencontrées laissent leur porte d’entrée ouverte, où n’importe qui peut rentrer. Le réalisateur fera donc l’expérience d’ouvrir directement les portes et de rentrer chez les gens. Personne n’a réagi avec un fusil pointé à l’intrus, mais sont venus et ont demandé ce qui se passait, et en voyant les caméras, ils sourient tous. Michael Moore en interviewe certains qui racontent se sentir en sécurité, malgré leur proximité avec les États-Unis, qu’ils voient comme un endroit plus dangereux à cause des législations.
La troisième expérience est d’aller à K-Mart, avec des enfants rescapés des fusillades. K-Mart a vendu aux tireurs les munitions qui ont servi à tuer les autres élèves. Ils ont alors fait la demande à K-Mart de ne plus vendre ces balles, dont certaines qui sont encore dans leurs corps. Grâce à leur persévérance, Moore et les deux étudiants ont réussi à convaincre K-Mart qui éliminera graduellement en 90 jours chaque munition de ses comptoirs.

## Critiques
Le film a été fortement critiqué par les détenteurs d'armes américains. Ceux-ci estiment qu'il n'y a pas de lien de cause à effet entre le nombre d'armes détenues légalement et le taux d'homicide. Ils affirment également que la vaste majorité des crimes commis avec les armes à feu l'est avec des armes détenues illégalement.
Matt Stone, un des créateurs de la série South Park, est interviewé dans le film puisqu'il est originaire de Littleton. Il a fortement critiqué le dessin animé montré dans le film appelé Une brève histoire des États-Unis d'Amérique. Les deux créateurs de South Park se sont plaints que ce dessin animé était fait dans un style proche de South Park et qu'il est montré peu après l'interview de Stone, ce qui a conduit de nombreux fans à penser à tort qu'ils ont créé l'animation. Pour se venger, les créateurs de South Park ont représenté Michael Moore dans leur film Team America, police du monde (2004) en bouffon obèse mangeur de hot-dogs, qui finit par commettre un attentat-suicide contre les « gentils » du film.
Dans la dernière scène du film, Michael Moore s'invite chez Heston en se prétendant membre du NRA, l'accuse d'insensibilité et exige de lui des excuses à la communauté de Flint. Heston, insulté et confus quitte alors l'interview. Certains commentateurs ont reproché les méthodes de Moore qu'ils jugent semblables à celles d'un « guet-apens ».